# Acacia obliqua
Acacia obliqua é uma espécie de leguminosa do gênero Acacia, pertencente à família Fabaceae.